# Catua
Catua è un comune (comisión municipal in spagnolo) dell'Argentina, appartenente alla provincia di Jujuy, nel dipartimento di Susques. È a 350 km circa dalla capitale provinciale, San Salvador de Jujuy.
In base al censimento del 2001, nel territorio comunale dimorano 624 abitanti, con un aumento del 40,54% rispetto al censimento precedente (1991). Di questi abitanti, il 54,96% sono donne e il 45,03% uomini. Nel 2001 la sola cittadina di Catua, sede municipale, contava 368 abitanti.